# Spechbach-le-Bas
Pour les articles homonymes, voir Spechbach.
Spechbach-le-Bas est une ancienne commune française située dans le département du Haut-Rhin, en région Grand Est. 
Cette commune se trouve dans la région historique et culturelle d'Alsace et est devenue, le 1er janvier 2016, une commune déléguée de la commune nouvelle de Spechbach.

## Géographie
Située à proximité du canal du Rhône au Rhin qui emprunte à cet endroit la vallée de la Largue, à 6 km d'Altkirch, 10 km de Dannemarie, 23 km de Thann et 14 km de Mulhouse, la commune doit son nom, comme sa voisine Spechbach-le-Haut, au ruisseau qui coule à proximité.

## Toponymie
En allemand : Niederspechbach.

## Histoire

### Héraldique
| Blason de Spechbach-le-Bas | Les armes de Spechbach-le-Bas se blasonnent ainsi : « D'azur à trois écussons d'or deux et un et à la bordure de même. » |

## Politique et administration
| Période                                  | Période  | Identité               | Étiquette | Qualité |
| ---------------------------------------- | -------- | ---------------------- | --------- | ------- |
| mars 2001                                | En cours | Jean-Michel Monteillet | DLF       |         |
| Les données manquantes sont à compléter. |          |                        |           |         |

## Démographie
L'évolution du nombre d'habitants est connue à travers les recensements de la population effectués dans la commune depuis 1793. À partir du 1er janvier 2009, les populations légales des communes sont publiées annuellement dans le cadre d'un recensement qui repose désormais sur une collecte d'information annuelle, concernant successivement tous les territoires communaux au cours d'une période de cinq ans. 
Pour les communes de moins de 10 000 habitants, une enquête de recensement portant sur toute la population est réalisée tous les cinq ans, les populations légales des années intermédiaires étant quant à elles estimées par interpolation ou extrapolation. Pour la commune, le premier recensement exhaustif entrant dans le cadre du nouveau dispositif a été réalisé en 2004,.
En 2013, la commune comptait 690 habitants, en évolution de −7,75 % par rapport à 2008 (Haut-Rhin : +1,54 %, France hors Mayotte : +2,49 %).
| 1793 | 1800 | 1806 | 1821 | 1831 | 1836 | 1841 | 1846 | 1851 |
| ---- | ---- | ---- | ---- | ---- | ---- | ---- | ---- | ---- |
| 315  | 306  | 252  | 334  | 398  | 440  | 473  | 483  | 467  |

| 1856 | 1861 | 1866 | 1871 | 1875 | 1880 | 1885 | 1890 | 1895 |
| ---- | ---- | ---- | ---- | ---- | ---- | ---- | ---- | ---- |
| 466  | 439  | 470  | 468  | 457  | 448  | 446  | 435  | 411  |

| 1900 | 1905 | 1910 | 1921 | 1926 | 1931 | 1936 | 1946 | 1954 |
| ---- | ---- | ---- | ---- | ---- | ---- | ---- | ---- | ---- |
| 432  | 449  | 433  | 433  | 343  | 385  | 358  | 379  | 361  |

| 1962 | 1968 | 1975 | 1982 | 1990 | 1999 | 2004 | 2009 | 2013 |
| ---- | ---- | ---- | ---- | ---- | ---- | ---- | ---- | ---- |
| 385  | 393  | 404  | 475  | 591  | 625  | 745  | 733  | 690  |

## Lieux et monuments

L'église Saint-Augustin
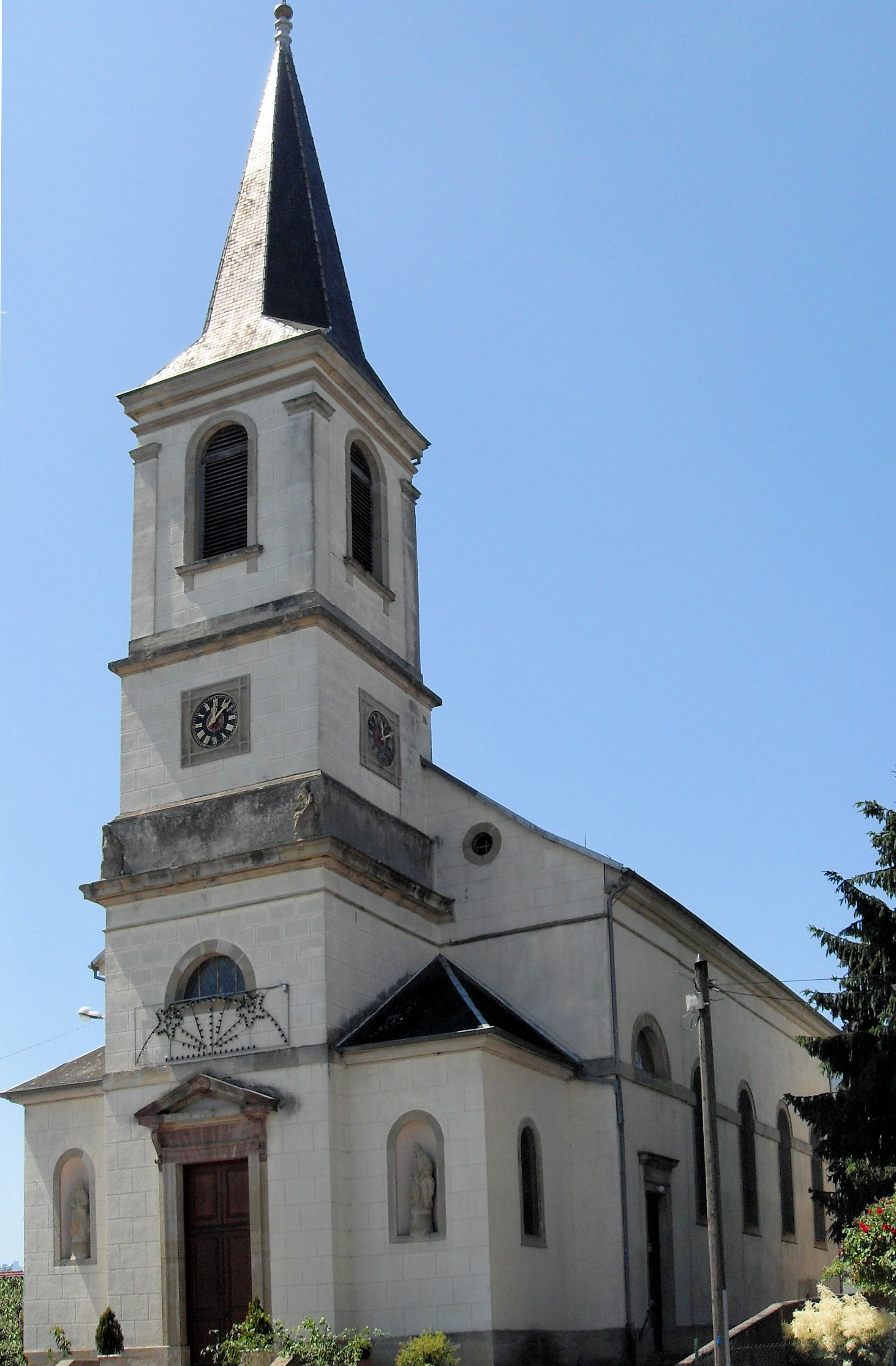
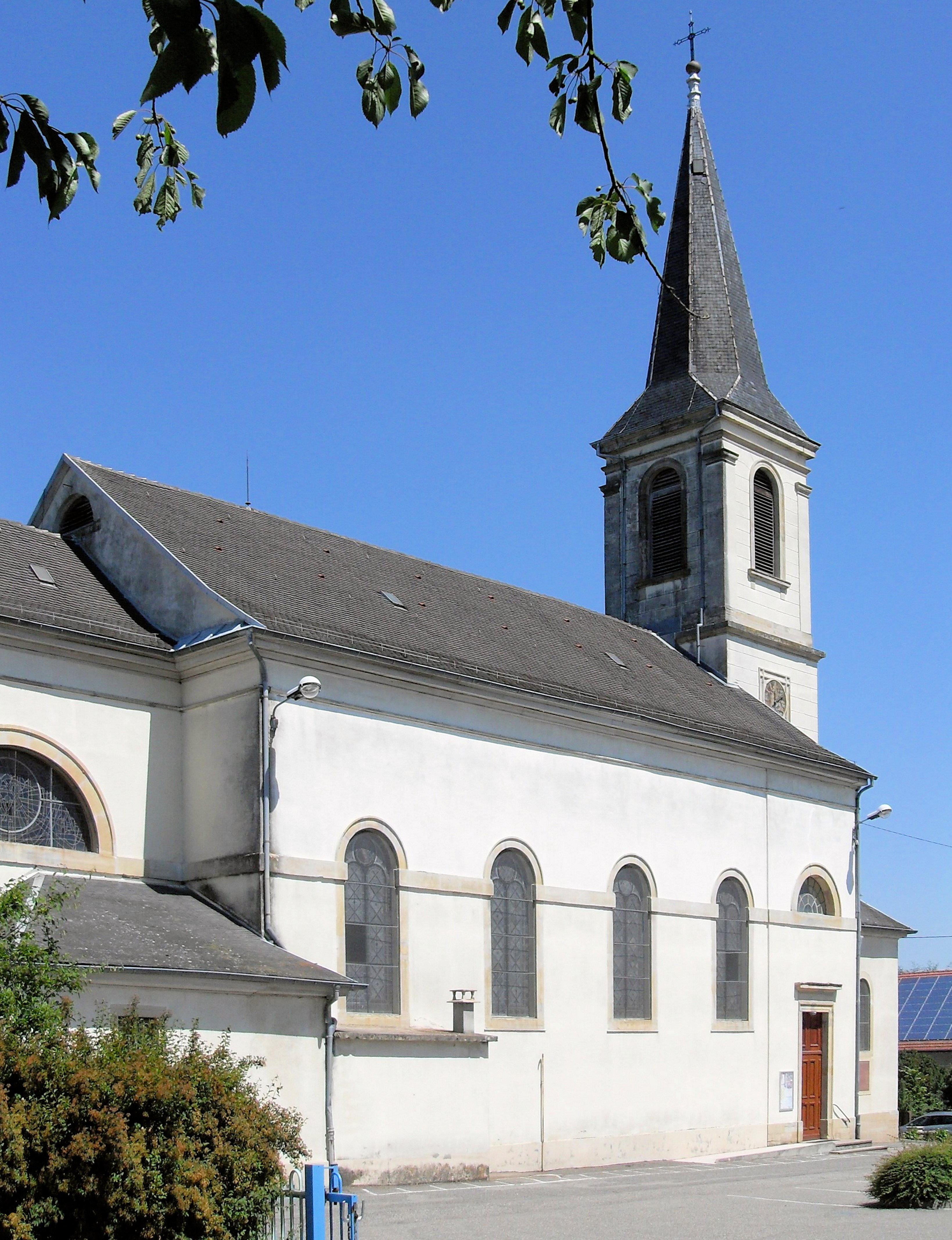

## Évènements
La Fête de la Rhubarbe est une fête du petit village et en même temps une manifestation sportive de course à pied. Le thème est la rhubarbe.

## Personnalités liées à la commune
- Jean-Joseph Hirth (1854-1931), évêque et missionnaire en Afrique de l'Est, est né à Spechbach-le-Bas.